# Кременец (Донецкая область)
Кременец (укр. Кремінець) — посёлок в Марьинском районе Донецкой области Украины. Находится под контролем самопровозглашённой Донецкой Народной Республики.

## География
К юго-западу от посёлка проходит линия разграничения сил в Донбассе (см. Второе минское соглашение).

### Соседние населённые пункты по странам света

#### Под контролем Украины
ЮЗ: Славное, Новомихайловка

#### Под контролем ДНР
З: Александровка (примыкает)
СЗ: Старомихайловка
С: Лозовое
СВ, В: город Донецк (примыкает)
ЮВ: Луганское, Доля
Ю: Сигнальное

## Население
Население по переписи 2001 года составляло 338 человек.

## Общие сведения
Почтовый индекс — 85662. Телефонный код — 6278. Код КОАТУУ — 1423384502.

## Местный совет
85662, Донецкая обл., Марьинский р-н, село Луганское, ул. Совхозная, 24